# 花村想太
花村 想太（はなむら そうた、1990年8月15日 - ）は、日本の歌手、ダンスパフォーマー、俳優。兵庫県伊丹市出身。エイベックスマネジメント所属。
5人組アーティスト「Da-iCE」のボーカル、4人組バンド「Natural Lag」のボーカル、2人組ユニット「UPSTART」のメンバー。身長166.8cm、血液型A型。

## 来歴・人物
- 2008年、次世代のアーティストを発掘するオーディション「a-motion」のボーカル部門でグランプリに輝く。
- 2014年、5人組アーティスト「Da-iCE」のボーカルとしてメジャーデビュー。楽曲の作詞・作曲も多数行っている。
- 男性歌手としては珍しい4オクターブの高音ボイスを持つ。
- 赤い髪が特徴的だが、近年は赤以外の髪色が多い。
- 趣味はバイク[2]。MARVELも大好きでキャプテンアメリカと同じハーレーダビッドソンを所有している。
- 特技は、靴紐を速く結ぶこと。
- 好きな食べ物は納豆とグミ[2]。2017年～2018年度には2年連続で「納豆盛り上げ大使」に任命されたこともある。
- 尊敬している先輩は同事務所の西島隆弘。
- 2019年10月19日、バンドプロジェクトの始動を発表。同年11月19日、バンド名が「Natural Lag」となることを発表した[3]。
- YouTuberヒカルと2人組音楽ユニット「UPSTART（アップスタート）」の名義でも活動を開始。
- 音楽活動のほか、東宝ミュージカル「RENT」（2020年）「きみはいい人、チャーリー・ブラウン」（2021年）に出演し主演を務める。
- 2020年11月20日、新型コロナウイルスへの感染を公表[4]。治療への専念を発表した。彼が出演していたミュージカル『RENT』はキャスト合計15人の新型コロナウイルス感染が判明して、公演が中止された[4]。
- 兵庫県出身で、MBSラジオでは「Da-iCE 花村想太のa-i'm from HYOGO」を兵庫県の協賛でレギュラー放送をしていた。
- 目にしたものがすぐに口に出てしまう所があり、他のメンバーからは「とにかくうるさい」とインタビューなど弄られている。
- お酒は苦手だが、以前テキーラだけは飲めていたというメンバーの証言もある。
- 2021年6月30日、以前に「ドライフラワー」のカバー歌唱したことをきっかけに、シンガーソングライター優里とコラボレーションを果たす。『優里チャンネル」に出演し、「ドライフラワー」「CITRUS」を歌唱。
- 2022年2月25日、兵庫県伊丹市の伊丹大使に就任する[5]。
- 2022年春にFM802のACCESSキャンペーンソングにシンガーとして参加。
- 2024年6月3日、「Natural Lag」初の ZeppツアーNatural Lag Zepp Tour 2024-4 leaves-を Zepp Osaka Baysideで終え、Natural Lag最大規模の観客を集める。

## 受賞
- 第77回文化庁芸術祭新人賞（2022年）[6]

## 出演

### テレビドラマ
- 夏の日の君に（2017年、テレビ東京） - 主演・英樹 役 ※小野賢章とW主演

### 映画
- 闇金ウシジマくん（2012年） - イケメンゴレンジャイ 役
- 劇場版 ウルトラマンオーブ 絆の力、おかりします!（2017年） - レキューム人の声 役[7]
- ウォンカとチョコレート工場のはじまり 吹替版（2023年） - ウィリー・ウォンカ 役[8]

### 舞台
- ちるらん 新撰組鎮魂歌（2017年4月7日 - 10日、森ノ宮ピロティホール / 4月20日 - 30日、天王洲 銀河劇場） - 土方歳三 役[9]
- 駆けはやぶさ ひと大和（2018年2月、銀河劇場 / 森ノ宮ピロティホール） - 主演・中島登 役[10]
- DisGOONie「PHANTOM WORDS」（2019年3月、ヒューリックホール東京）[11]
- ミュージカル「RENT」（2020年11月 - 12月、シアタークリエ） - 主演・マーク 役（平間壮一とWキャスト）[12]
  - ブロードウェイ・ミュージカル『RENT』（2023年3月8日 - 4月2日、シアタークリエ） - 主演・マーク・コーエン 役（平間壮一とWキャスト）
- ミュージカル「きみはいい人、チャーリー・ブラウン」（2021年3月 - 4月） - 主演・チャーリー・ブラウン 役
- DisGOONie「MOTHERLAND」（2021年12月10日、明治座） - 東京公演 One Day Special Guest[13]
- ミュージカル「ジャージー・ボーイズ」（2022年10月6日 - 29日、日生劇場 / 11月3日 - 6日、新歌舞伎座 / 11月10日 - 13日、博多座 / 11月26日、日本特殊陶業市民会館ビレッジホール / 12月4日、あきた芸術劇場ミルハス / 12月10日、横須賀芸術劇場） - 主演・フランキー・ヴァリ 役 ※中川晃教とWキャスト
  - ミュージカル「ジャージー・ボーイズ」（2025年8月10日 - 9月30日〈予定〉、シアタークリエ） - 主演・フランキー・ヴァリ 役 ※中川晃教、小林唯、大音智海とクワトロキャスト[14]

### テレビ番組
- ダウンタウンDX（2019年、日本テレビ）
- 林修の今でしょ!講座（2019年、テレビ朝日）
- 芸能人が本気で考えた!ドッキリGP（2019年、フジテレビ）
- ウタズキ（2019年、フジテレビ）
- しくじり先生 俺みたいになるな!!（2019年、テレビ朝日）
- おやすみ日本 眠いいね!（2020年、NHK総合）
- 沼にハマってきいてみた（2021年、NHK Eテレ）
- 千鳥の鬼レンチャン（2021年、フジテレビ）
- バゲット（2021年、日本テレビ）
- ヒルナンデス!（2021年、日本テレビ）
- うたつむぎ（2022年1月16日・23日、フジテレビ）
- 世界一受けたい授業（2022年2月19日、日本テレビ）
- バゲット（2022年4月4日・11日、日本テレビ）
- 生中継！第75回トニー賞授賞式（2022年、WOWOW）
- めざましテレビ（2022年11月8日・15日・22日・30日、フジテレビ） - 2022年11月度マンスリーエンタメプレゼンター[15]
- ポップUP！（2022年12月9日）「スター⭐︎ニュース速報」コーナー

### ウェブ番組
- THE FIRST TAKE（YouTube）
  - 「CITRUS」（2021年4月2日）
  - 「Love Song feat. 内澤崇仁 (androp)」（2021年4月14日）

### ラジオ
- Da-iCE 花村想太のa-i'm from HYOGO（2018年4月 - 2019年3月、MBSラジオ）
- Da-iCE 花村想太のソウタイム!（2019年4月 - 6月、MBSラジオ）
- JUMP UP MELODIES TOP20（2021年10月、TOKYO FM）

### CM
- Amazon Music TVCM「Following is Cheering」篇（2022年5月23日 - ）[16]

### 吹き替え
- ウォンカとチョコレート工場のはじまり （2023年公開予定） - ウィリー・ウォンカ 役（ティモシー・シャラメ）[17]

### その他
- 兵庫県伊丹市 伊丹大使（2022年2月25日 - ）[5]

## 作品

### ソロ

#### 配信シングル
| 発売日        | タイトル   | 規格品番 | 最高順位 | 収録アルバム |
| ------------- | ---------- | -------- | -------- | ------------ |
| 2020年3月16日 | 最期の言葉 | 配信     |          |              |

### Natural Lag

#### シングル

##### ＣＤシングル
| # | 発売日     | タイトル     | 販売形態     | 販売形態   | 順位 |
| # | 発売日     | タイトル     | 初回限定盤   | 通常盤     | 順位 |
| - | ---------- | ------------ | ------------ | ---------- | ---- |
| 1 | 2022/09/07 | とめどない愛 | AVCD-61244/B | AVCD-61245 | 23   |
| 2 | 2023/02/22 | 桜の秘密     | AVCD-61283/B | AVCD-61284 | 28   |

##### 配信シングル
| # | 発売日     | タイトル      | 初収録アルバム       |
| - | ---------- | ------------- | -------------------- |
|   | 2020/01/13 | 蜃気楼        | ナチュラルストーリー |
| 1 | 2021/08/31 | Determination | Natural Awake        |
| 2 | 2021/10/31 | 不機嫌な信号  | Natural Awake        |
| 3 | 2021/12/26 | Wake Up       | Natural Awake        |
| 4 | 2023/08/30 | エキスパート  | GRLOW                |
| 5 | 2023/09/27 | 日常          | GRLOW                |

#### アルバム
| # | 発売日     | タイトル             | 販売形態       | 販売形態     | 販売形態   | 順位 |
| # | 発売日     | タイトル             | 完全生産限定盤 | 初回限定盤   | 通常盤     | 順位 |
| - | ---------- | -------------------- | -------------- | ------------ | ---------- | ---- |
| 1 | 2020/01/22 | ナチュラルストーリー |                | UMCK-7045    | UMCK-1647  | 4    |
| 2 | 2022/01/26 | Natural Awake        | AVCD-96888/B   | AVCD-96889   | 43         |      |
| 3 | 2023/11/08 | GRLOW                | AVC1-63502/B   | AVCD-63500   | AVCD-63501 | 22   |
| 4 | 2024/06/19 | 4 leaves             |                | AVCD-63577/B | AVCD-63578 |      |

### ライブ・ツアー
| 開催年 | タイトル                                                   | 日程                                                                             | 備考 |
| ------ | ---------------------------------------------------------- | -------------------------------------------------------------------------------- | ---- |
| 2020   | Natural Lag Online Live Tour 2020                          | - 2020/06/29 オンラインライブ - 2020/08/12 オンラインライブ                      |      |
| 2022   | Natural Lag Live Tour 2022 After Rain ～Funk it up～       | - 2022/02/20 Spotify O-EAST - 2022/02/27 NAGOYA ReNY limited - 2022/03/04 BIGCAT |      |
| 2022   | Natural Lag Live Tour 2022 After Rain ～Hands up～         | - 2022/02/20 Spotify O-EAST - 2022/02/27 NAGOYA ReNY limited - 2022/03/04 BIGCAT |      |
| 2022   | Natural Lag Live Tour 2022 After Rain ～Funk it Hands up～ | - 2022/03/05 東リ いたみホール                                                   |      |
| 2022   | Natural Lag LIVE 2022 -Summer Vacation-                    | - 2022/09/09 豊洲PIT                                                             |      |

#### UPSTART
| 配信日        | タイトル | 形態                   | 備考                             |
| ------------- | -------- | ---------------------- | -------------------------------- |
| 2021年1月27日 | 才能     | デジタル・ダウンロード | 各ストリーミングサービスにて配信 |
| 2021年6月14日 | ペルソナ | デジタル・ダウンロード | 各ストリーミングサービスにて配信 |

#### 参加作品
| 発売日        | アーティスト | タイトル                                      | 規格品番 | 曲名                                              | 備考                                                             |
| ------------- | ------------ | --------------------------------------------- | -------- | ------------------------------------------------- | ---------------------------------------------------------------- |
| 2025年6月11日 | シェネル     | I’ll be by your side feat. 花村想太（Da-iCE） | 配信     | 「I’ll be by your side feat. 花村想太（Da-iCE）」 | フジテレビ系 情報番組『サン!シャイン』6月・7月エンディングテーマ |

### 書籍
- あたりまえポエム×花村想太『あたりまえフォトブック』（2017年9月18日、面白法人カヤック）
- あたりまえポエム×花村想太『あたりまえフォトブック in LAS VEGAS』（2019年）
- あたりまえポエム×花村想太『naturally with atarimae poem』（2021年8月14日）